# Mérignat
Mérignat är en kommun i departementet Ain i regionen Auvergne-Rhône-Alpes i östra Frankrike. Kommunen ligger  i kantonen Poncin som ligger i arrondissementet Nantua. Kommunens areal är 3,17 km². År 2022 hade Mérignat 133 invånare.

## Befolkningsutveckling
Antalet invånare i kommunen Mérignat
Referens: INSEE